# 北与野デッキ

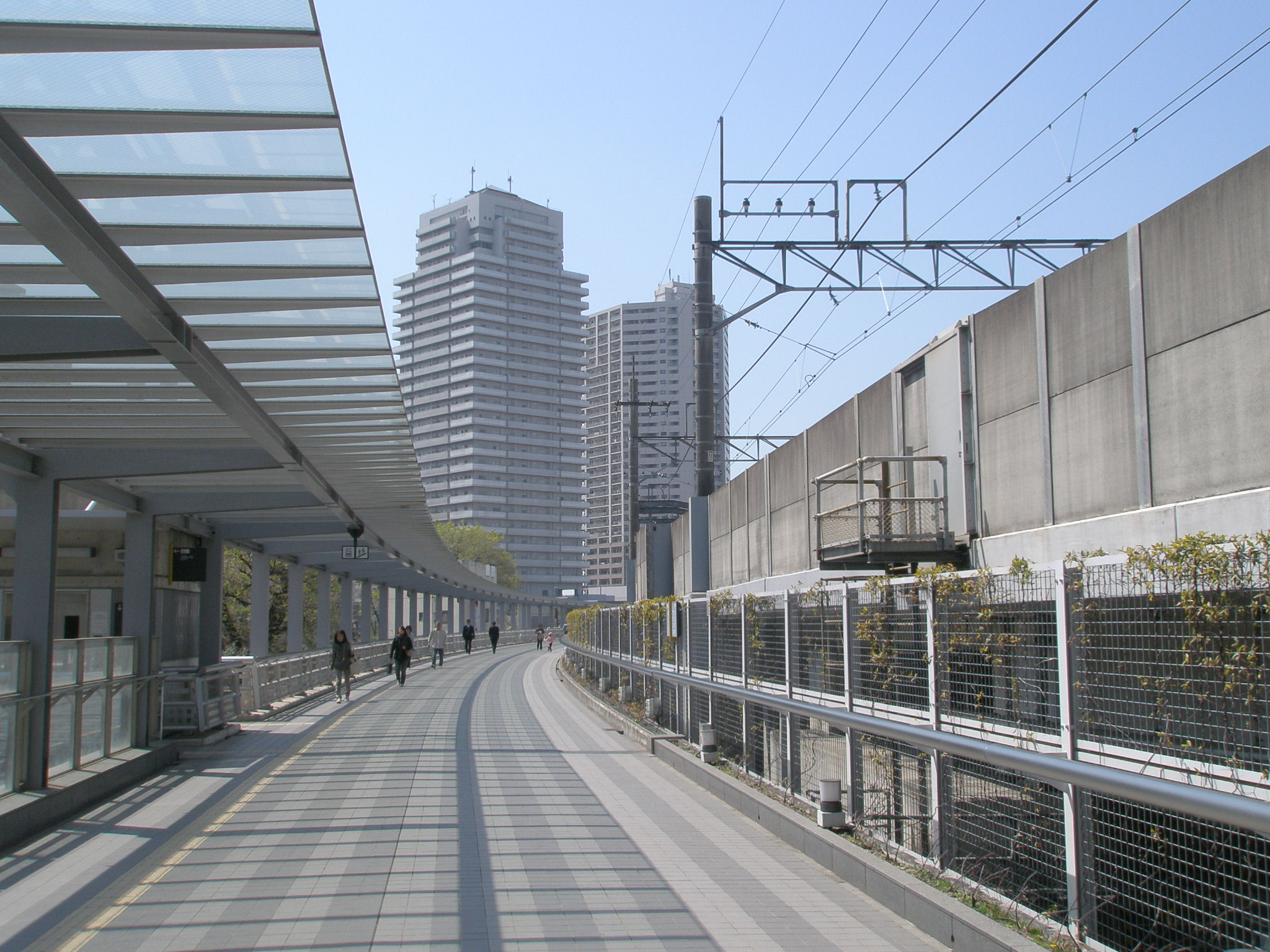
北与野デッキ

北与野デッキ（きたよのデッキ、KITA-YONO Deck）は、埼玉県さいたま市中央区にある、東日本旅客鉄道（JR東日本）北与野駅とさいたま新都心を結ぶペデストリアンデッキ（歩行者回廊）である。

## 概要
高さ2階・幅約22メートル・距離340メートル、鋼箱桁橋とRCラーメンT桁橋など各建築物をつなぎ合わせて構成される。ペデストリアンデッキ部分には幅3メートル程度の屋根が設けられており、雨の日でも傘を差さずに通行可能である。車椅子での通行も考慮し、さいたま新都心駅のデッキ上から段差がなく、北与野デッキ側にもエレベーターが2基設置されている。
ルートは、北与野駅東口から埼京線高架の東側に沿って大宮方面に進み、国道17号と東西大通りを横断し、高架線を離れてさいたま新都心6-1街区（小池ビル「Porte」）の中をくぐり抜け、西大通りを横断し、新都心5街区（NTT東日本さいたま新都心ビル「さいたまメディアウェーブ」）へ至り、さいたま新都心のけやきひろばへ接続する。けやきひろば、にぎわいモールを経てさいたま新都心駅・コクーンシティまで地上を歩かずに連絡できる。さいたま新都心駅と北与野駅との改札間は徒歩でおよそ10分かかる（正式な乗換駅とはなっていない）。
2002年（平成14年）度のグッドデザイン賞（建築・環境デザイン部門）を受賞している。

## 建設の経緯
元々、さいたま新都心の当初の土地区画整理事業に含まれていたものではないが、開発過程において北与野駅がさいたま新都心西側の玄関口として見られるようになったことから、北与野を裏口ではなく正式な玄関とすることと、すでに完成した再開発地域アルーサ北与野と新都心を一体化するために計画された。

### 経過
- 1998年（平成10年）度 - 与野市（当時）が独自に計画し、予算計上する。
- 1999年（平成11年）11月頃 - 与野市と都市基盤整備公団・大宮国道工事事務所などによって建設計画が策定。
- 2000年（平成12年）6月 - 着工。
- 2001年（平成13年）9月頃 - ペデストリアンデッキ下の歩道の通行が開始。
- 2002年（平成14年）4月 - ペデストリアンデッキ部分が完成。
- 2002年（平成14年）12月 - ペデストリアンデッキ下でさいたま市営北与野駅前駐輪場が開業。

## 北与野駅への影響
- 1999年に埼玉県は、北与野駅を「さいたま新都心第2の玄関」という位置づけのもと、快速列車（当初は通勤快速）を停車させるようにJR東日本に要請。その後、2019年11月30日の相鉄・JR直通線開業に伴うダイヤ改正で、武蔵浦和駅以北の各駅停車化という形で快速停車駅となった。
- 2000年4月より、さいたま新都心街開きに合わせて北与野駅発着の路線バスがさいたま新都心駅西口の交通センター発着へ延伸している。
- 北与野デッキ完成後は、さいたま新都心から北与野駅地区へ人が流れることを期待していた地元の商業者もいたが、実際には埼京線利用の通勤客などがさいたま新都心方面から来るようになった程度で、逆に北与野駅からさいたま新都心へ向かう利用者が比較的多くなり、北与野駅周辺の小売店では来店者が微減傾向となった所もある。
- また、さいたま新都心に公営宿泊施設が2軒開業した影響を受け、北与野駅前のシティホテル「アルーサ清水園」（1992年開業・旧与野市唯一のホテル）が2004年8月で閉鎖となった。それら公営宿泊施設は合同庁舎の歩行者デッキ沿いにあるため、北与野駅からも北与野デッキを経て地上に降りずに行くことができる。
- さらに、さいたまスーパーアリーナでのイベントが催された時は、ほとんどの来場者がさいたま新都心駅を利用するために改札口で入場制限をすることが多々あるが、北与野駅では滅多に起こらない。